# Richard Abegg

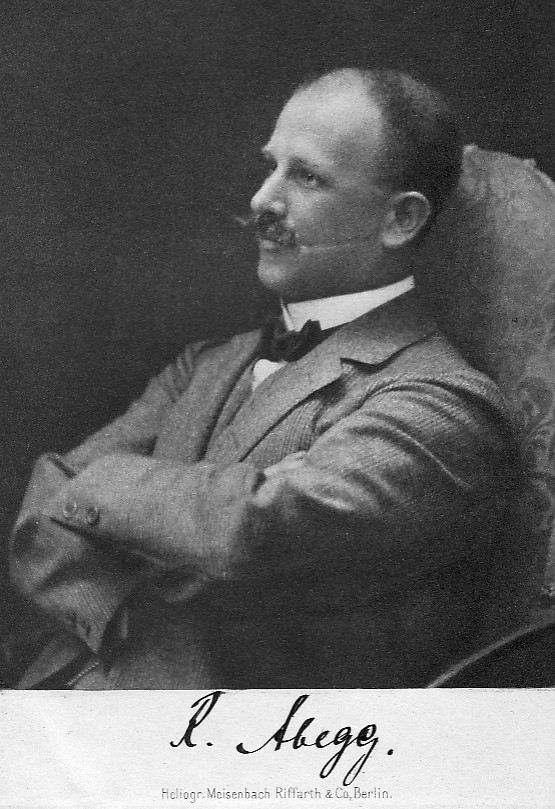
Richard Abegg

Richard Wilhelm Heinrich Abegg (* 9. Januar 1869 in Danzig; † 3. April 1910 in Tessin (Pommern), heute Cieszyn bei Koszalin) war ein deutscher Chemiker und Pionier der Valenztheorie. Er fand heraus, dass die höchste positive und höchste negative „Elektrovalenz“ eines Elements zusammen die Zahl 8 ergeben. Diese Regel wird auch Abegg’sche Regel genannt.

## Leben
Richard Abegg war der Sohn des Geheimen Admiralitätsrats Wilhelm Abegg (1834–1913) und dessen Ehefrau Margarethe Friedenthal. Seine Brüder waren der preußische Politiker Wilhelm Abegg und der Verwaltungsjurist Waldemar Abegg. 1895 heiratete er Lina Simon. Richard Abegg starb bei einem Unfall mit einem Heißluftballon.
Er war von kräftiger Statur und begeisterter Sportler (Segler, Schlittschuhlaufen, Skilaufen, Reiten, Ballonfahren). Abegg war Reserveoffizier in einem Husarenregiment. Seine erste Ballonfahrt unternahm er 1900 bei der Armee.

## Akademische Leistungen
Schon als Schüler hatte Abegg ein kleines Chemielabor und wurde durch Lothar Meyers Moderne Theorie der Chemie zur Beschäftigung mit Physikalischer Chemie angeregt.  Nach dem Schulbesuch des Wilhelmgymnasiums in Berlin und dem Abitur im Jahr 1886 immatrikulierte sich Abegg an der Christian-Albrechts-Universität zu Kiel für das Fach Physikalische Chemie. Dort studierte er bei Albert Ladenburg. Später wechselte er nach Tübingen, wo er Mitglied der Akademischen Verbindung Igel wurde und Schüler von Lothar Meyer war, und dann nach Berlin. Dort promovierte er am 19. Juli 1891 bei Professor August Wilhelm von Hofmann mit der Arbeit „Über das Chrysen und seine Derivate“ zum Dr. phil. Er arbeitete danach als Assistent von Wilhelm Ostwald (Leipzig), war 1892/93 bei Svante Arrhenius (Stockholm) und ab 1894 bei Walther Nernst (Göttingen), wo er sich bald darauf habilitierte und drei Jahre später den Professorentitel erhielt.
1899 wurde Abegg als Abteilungsvorsteher am Chemischen Institut der Universität Breslau an das ehemals von Albert Ladenburg geleitete Labor berufen. 1900 lehnte er einen Ruf an die Universität Oslo als Nachfolger von Peter Waage ab, wurde aber Mitglied der dortigen wissenschaftlichen Akademie. 1907 wurde Abegg „zum etatsmäßigen Professor und Direktor des physikalisch-chemischen Institutes der Technischen Hochschule in Breslau designiert“. 1909 wurde er ordentlicher Professor an der neu gegründeten Technischen Universität Breslau, eröffnet 1910. Die Einweihung des Physikalisch-Chemischen Instituts, dessen designierter Direktor er war, erlebte er nicht mehr wegen seines frühzeitigen Todes bei einem Ballonunfall.
Nachdem er in organischer Chemie begonnen hatte, befasste er sich später ausschließlich mit anorganischer und physikalischer Chemie. Er war ein Verfechter der Theorien von Ostwald, Arrhenius und Jacobus Henricus van ’t Hoff in der physikalischen Chemie.
Zusammen mit seinem Kollegen Guido Bodländer veröffentlichte er 1895 Die Elektroaffinität, ein neues Prinzip der chemischen Systematik. Darin führte er eine neue Größe zur Ordnung der Verbindungen in der anorganischen Chemie (einschließlich Komplexen)  ein, die Elektroaffinität. Später wurde sie damaligen Textbüchern vielfach als synonym mit Elektronegativität behandelt (oder später mit Elektronenaffinität verwechselt), einer Eigenschaft von Atomen, sie entspricht aber dem, was heute als Oxidationspotential in wässrigen Lösungen bezeichnet würde, nämlich die Fähigkeit eines Elements, Ionen in wässriger Lösung zu bilden.
Von Bedeutung für die Geschichte des Periodensystems ist ein Aufsatz von 1904 unter dem Titel „Valenz und das periodische System“, in dem er eine elektrochemische Interpretation der Oktavregel von Dmitri Iwanowitsch Mendelejew gab. Nach Scerri ist das eine der ersten Literaturstellen, die Elektronen eine Rolle bei der chemischen Bindung zuschreiben und ein wichtiger Zwischenschritt zwischen Mendelejews Oktavregel und der Oktetttheorie der Valenz von Gilbert Newton Lewis (ab 1916) und Irving Langmuir. In seinem Aufsatz von 1904 stellte Abegg die Valenzregel auf, nach der die höchste positive und höchste negative Elektrovalenz eines Elements zusammen die Zahl 8 ergeben. Sie wird auch Abegg’sche Regel genannt.
Ab 1901 war Abegg auch als Mitherausgeber der Zeitschrift für Elektrochemie tätig, der Mitgliederzeitung der Deutschen Elektrochemischen Gesellschaft.
Abegg legte die Grundlage für das Handbuch der Anorganischen Chemie (1905–1939).
Im Jahr 1900 wurde er zum Mitglied der Gelehrtenakademie Leopoldina gewählt.

## Luftschifffahrt
Abegg beschäftigte sich auch mit Photographie und Luftschifffahrt. Er war Begründer und 1. Vorsitzender des Schlesischen Vereins für Luftfahrt in Breslau. Außerdem übte er die Funktion eines Beisitzers im Präsidium des Deutschen Luftschiffer Verbandes aus. Abegg starb bei einem Unfall mit dem Ballon: Beim Landen aufgrund plötzlicher Abwinde nach einer Ausfahrt mit dem Ballon Schlesien wurden die drei Mitfahrer, darunter auch seine Frau Lina (ebenfalls Ballonführerin), weitgehend unverletzt aus dem Korb geschleudert, der Ballon mit Abegg riss sich los und stürzte dann aus großer Höhe ab. Abegg erlag noch am selben Tag seinen schweren Sturzverletzungen (Schädelbruch). Nernst blieb der Vorfall rätselhaft, er vermutete aber, dass bei dem vorherigen Aufprall entstandene technische Defekte letztlich den Absturz verursachten und nicht Fehler des als ruhig und besonnen („von sicherer Geistesgegenwart“) geltenden Piloten Ladenburg.

## Schriften
- Über das Chrysen und seine Derivate. Schade, Berlin 1891
- Anleitung zur Berechnung volumetrischer Analysen. Grass, Barth & Co, Breslau 1900
- Die Theorie der elektrolytischen Dissociation. Enke, Stuttgart 1903